# Suberea ianthelliformis
Suberea ianthelliformis är en svampdjursart som först beskrevs av Lendenfeld 1889.  Suberea ianthelliformis ingår i släktet Suberea och familjen Aplysinellidae. Inga underarter finns listade i Catalogue of Life.